# Adolf Baschista
Adolf Baschista (* 11. Dezember 1900 in Spandau bei Berlin; † 18. März 1974 in Berlin) war ein deutscher Politiker der SPD.
Adolf Baschista besuchte eine Volksschule, anschließend bildete er sich zusätzlich durch eine private Abendschule und Kurse an Gewerkschaftsschulen aus. Er machte eine Lehre als Technischer Zeichner und arbeitete dann im „Königlich Preußischen Fabrikationsbüro“ in Spandau. Am Ende des Ersten Weltkriegs wurde Baschista noch eingezogen. 1920 trat er der SPD und dem Zentralverband der Angestellten bei. Von 1920 bis 1933 arbeitete er als Technischer Zeichner bei den Siemens-Werken in Spandau, ab 1925 sogar als Vorsitzender des Angestelltenrats. Mit der „Machtergreifung“ der Nationalsozialisten wurde er entlassen. Später arbeitete Baschista bei der Firma Adrema.
Nach dem Zweiten Weltkrieg arbeitete Baschista zunächst beim Bezirksamt Spandau, ein Jahr später wurde er Bezirksstadtrat im Bezirksamt Spandau. 1955 schied er dort aus, wurde aber nun Mitglied der Bezirksverordnetenversammlung von Spandau. Bei der Berliner Wahl 1958 wurde er in das Abgeordnetenhaus von Berlin gewählt. Bei der folgenden Wahl 1963 konnte Baschista erst im November 1965 nachrücken, da Georg Reinke (1907–1965) verstorben war. Auch bei der Wahl 1967 konnte er erst im Juni 1970 durch den Mandatsverzicht des ehemaligen Regierenden Bürgermeisters Heinrich Albertz nachrücken. Im März 1971 schied er aus Altersgründen aus dem Parlament aus.